# Volkswagen Motor Polska
Volkswagen Motor Polska – producent silników samochodowych z siedzibą w Polkowicach na Dolnym Śląsku, powstały w 1999 r. w podstrefie Legnickiej Specjalnej Strefy Ekonomicznej, należy do koncernu Volkswagen AG. Specjalizuje się w produkcji silników wysokoprężnych.
Początkowo produkował jednostki o pojemności 1600, 1900 i 2000 cm³ wyposażone w pompowtryskiwacze. W grudniu 2012 roku zakończono ich produkcję. Od 2008 roku produkuje silniki w technice common rail o pojemności 1600 i 2000 cm³ i mocy od 55 KW do 103 KW, napędzające samochody osobowe i dostawcze marek: Audi, Seat, Škoda, Volkswagen. W lipcu 2013 r. wdrożono do produkcji silniki systemu modułowego MDB o pojemności od 1600 do 2000 cm³ spełniające europejską normę emisji spalin EURO 6. Możliwości produkcyjne to 2400 silników dziennie.
Ogólne przychody Volkswagen Motor Polska Sp. z o.o. w roku 2012 wyniosły prawie 4160 mln złotych, przychody ze sprzedaży wyniosły prawie 4046 mln złotych.
W latach 2011–2015 w fabryce produkowano silniki typu EA189, które były powodem wybuchu tzw. afery Volkswagena.
W grudniu 2016 roku taśmę produkcyjną opuścił 10-milionowy silnik wyprodukowany w polkowickim zakładzie.